# Carlos Alazraqui
Carlos Jaime Alazraqui (Yonkers, 20 de julho de 1962) é um ator e comediante estadunidense.
Alazraqui já fez várias vozes para animações, entre elas, O Acampamento de Lazlo, Rocko em A vida moderna de Rocko, Ben 10: Corrida Contra o Tempo, o video game Cars Mater-National,entre outras que incluem principalmente nicktoons.